# فلماندور (تاجیکستان)
فیلمندار (به لاتین: Filmandor) یک منطقهٔ مسکونی در تاجیکستان است که در ولایت سغد واقع شده‌است.